# ماريون هوبي
ماريون هوبي (بالإنجليزية: Marion Hobby)‏ هو لاعب كرة قدم أمريكية أمريكي، ولد في 7 نوفمبر 1966 في آيرونديل في الولايات المتحدة.